# Maratona Internacional Feminina de Osaka
Maratona Internacional Feminina de Osaka (no original: Ōsaka Kokusai Joshi Marason; nome internacional: Osaka International Ladies Marathon) é uma corrida de 42,195 km de distância disputada anualmente na cidade de Osaka, Japão, desde 1982. A prova, apenas feminina, é disputada no último domingo do mês de janeiro e organizada e patrocinada pela Federação Japonesa de Atletismo e um conglomerado de veículos de comunicação formado de jornais e rádios – o que é padrão nas corridas japonesas – e pela administração da cidade de Osaka.
A primeira edição, disputada em 24 de janeiro de 1982, foi vencida pela italiana Rita Marchisio. O recorde da prova – 2:18:51 – registrado em 2024, é da etíope Workenesh Edesa. A corredora ucraniana Tetyana Gamera-Shmyrko, que havia vencido a maratona por três anos consecutivos – 2013 a 2015 – teve suas vitórias cassadas, assim como o recorde nacional ucraniano conquistado ali e o 5º lugar em Londres 2012, por doping. A maior vencedora é a alemã Katrin Dörre, com quatro vitórias. Apenas em 1995 ela não foi disputada, devido aos problemas causados pelo Sismo de Kobe.
Diferente das principais provas no Ocidente, a maratona não paga prêmios em dinheiro às vencedoras, devido à proibições legais existentes no Japão. Com cerca de 500 atletas nas atuais edições, a largada, na pista de atletismo do Estádio Nagai, ocorre às 12:10 hora local.

## Percurso
O traçado da prova corta o interior da cidade e passa por marcos proeminentes como o Castelo de Osaka. Fazendo um percurso circular, passa pelo imponente prédio da prefeitura local e pelo Boulevard Midosuji, antes de voltar ao ponto de partida. Em 2011 ele foi alterado para permitir tempos mais rápidos, cortando um série de seções com muitas  subidas e descidas, que existiam anteriormente em partes próximas ao Castelo.
A largada e a linha de chegada da corrida são no Estádio Nagai, palco de partidas na Copa do Mundo de 2002 e onde foi disputado o Campeonato Mundial de Atletismo de 2007.

## Vencedoras

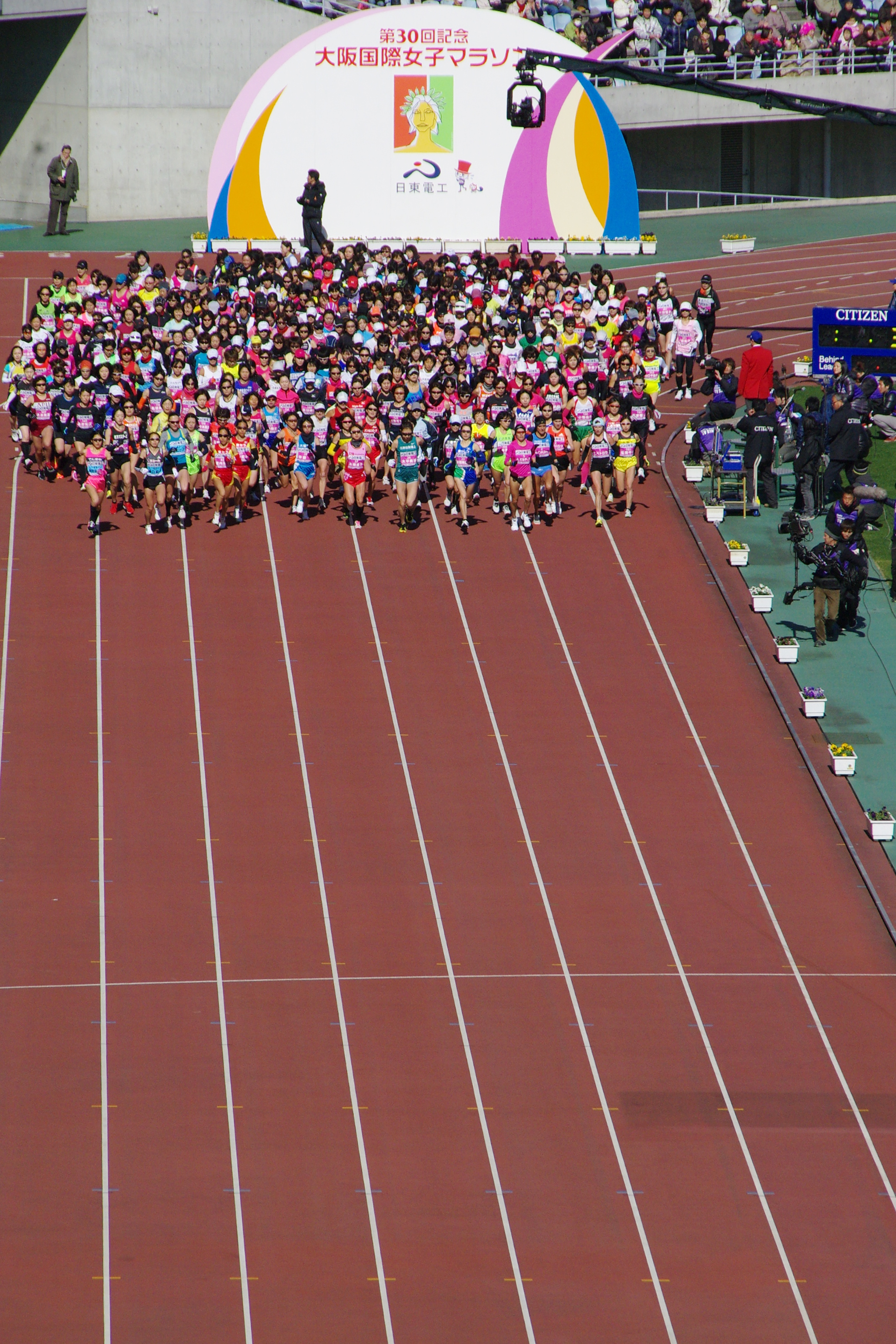
A largada da maratona no Estádio Nagai.

Nota: recorde da prova  
| Ano  | Nome                | País                 | Tempo   |
| ---- | ------------------- | -------------------- | ------- |
| 2024 | Workenesh Edesa     | Etiópia              | 2:18:51 |
| 2023 | Haven Hailu         | Etiópia              | 2:21:13 |
| 2022 | Mizuki Matsuda      | Japão                | 2:20:52 |
| 2021 | Mao Ichiyama        | Japão                | 2:21:11 |
| 2020 | Mizuki Matsuda      | Japão                | 2:21:47 |
| 2019 | Fatuma Sado         | Etiópia              | 2:25:39 |
| 2018 | Mizuki Matsuda      | Japão                | 2:22:44 |
| 2017 | Risa Shigetomo      | Japão                | 2:24:22 |
| 2016 | Kayoko Fukushi      | Japão                | 2:22:17 |
| 2015 | Jeļena Prokopčuka * | Letónia              | 2:24:07 |
| 2014 | Yukiko Akaba *      | Japão                | 2:26:00 |
| 2013 | Kayoko Fukushi *    | Japão                | 2:24:21 |
| 2012 | Risa Shigetomo      | Japão                | 2:23:23 |
| 2011 | Yukiko Akaba        | Japão                | 2:26:29 |
| 2010 | Amane Gobena        | Etiópia              | 2:25:14 |
| 2009 | Yoko Shibui         | Japão                | 2:23:42 |
| 2008 | Mara Yamauchi       | Reino Unido          | 2:25:10 |
| 2007 | Yumiko Hara         | Japão                | 2:23:48 |
| 2006 | Catherine Ndereba   | Quénia               | 2:25:05 |
| 2005 | Jeļena Prokopčuka   | Letónia              | 2:22:56 |
| 2004 | Naoko Sakamoto      | Japão                | 2:25:29 |
| 2003 | Mizuki Noguchi      | Japão                | 2:21:18 |
| 2002 | Lornah Kiplagat     | Países Baixos        | 2:23:55 |
| 2001 | Yoko Shibui         | Japão                | 2:23:11 |
| 2000 | Lidia Simon         | Romênia              | 2:22:54 |
| 1999 | Lidia Simon         | Romênia              | 2:23:24 |
| 1998 | Lidia Simon         | Romênia              | 2:28:31 |
| 1997 | Katrin Dörre-Heinig | Alemanha             | 2:25:57 |
| 1996 | Katrin Dörre-Heinig | Alemanha             | 2:26:04 |
| 1995 | Não foi disputada   |                      |         |
| 1994 | Tomoe Abe           | Japão                | 2:26:09 |
| 1993 | Junko Asari         | Japão                | 2:26:26 |
| 1992 | Yumi Kokamo         | Japão                | 2:26:26 |
| 1991 | Katrin Dörre        | Alemanha             | 2:27:43 |
| 1990 | Rosa Mota           | Portugal             | 2:27:47 |
| 1989 | Lorraine Moller     | Nova Zelândia        | 2:30:21 |
| 1988 | Lisa Martin         | Austrália            | 2:23:51 |
| 1987 | Lorraine Moller     | Nova Zelândia        | 2:30:40 |
| 1986 | Lorraine Moller     | Nova Zelândia        | 2:30:24 |
| 1985 | Carey May           | República da Irlanda | 2:28:07 |
| 1984 | Katrin Dörre        | Alemanha Oriental    | 2:31:41 |
| 1983 | Carey May           | República da Irlanda | 2:29:23 |
| 1982 | Rita Marchisio      | Itália               | 2:32:55 |

(*) – Nota: as vitórias da ucraniana Tetyana Gamera-Shmyrko entre 2013 e 2015 foram todas anuladas após a atleta testar positivo em exame antidoping no final de 2015 e ser suspensa por quatro anos pela Federação Ucraniana de Atletismo. As segundas colocadas nestas edições herdaram o título.

## Vencedoras por nações
| - Japão - 18 - Etiópia - 4 - Romênia - 3 - Alemanha - 3 - Nova Zelândia - 3 - Irlanda - 2 - Quênia - 1 | - Austrália - 1 - Reino Unido - 1 - Letônia - 1 - Países Baixos - 1 - Portugal - 1 - Itália - 1 - Alemanha Oriental - 1 - Letônia - 1 |

## Galeria

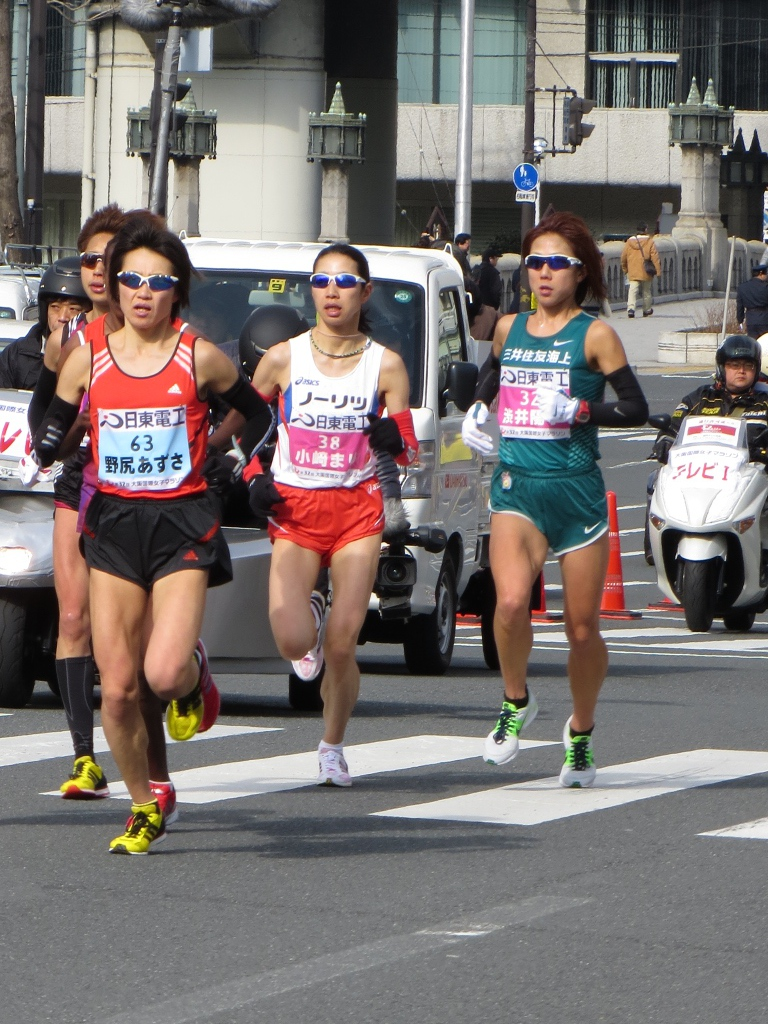
Pelotão de elite nas ruas de Osaka.
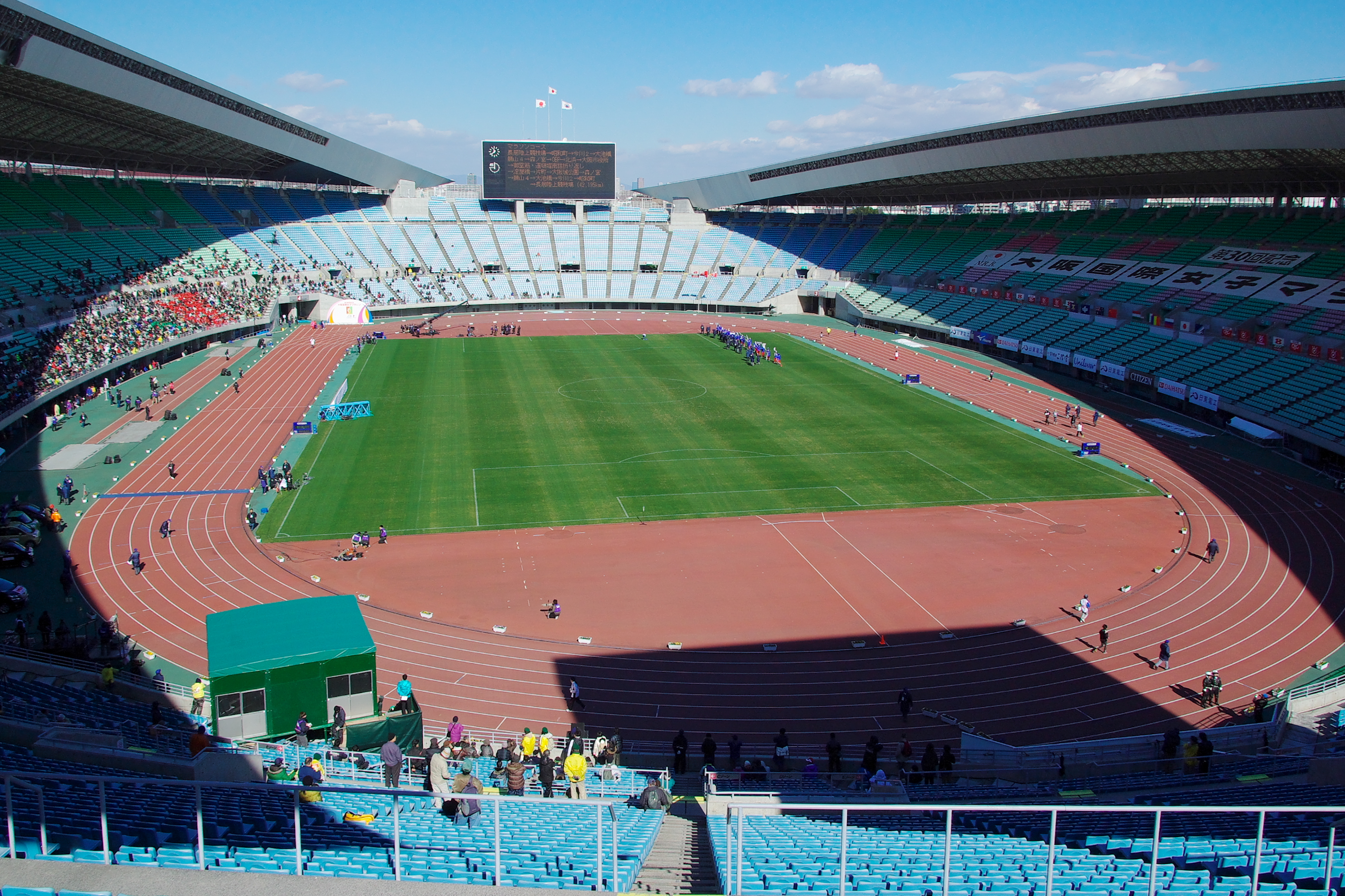
Estádio Nagai, onde acontece a largada e a chegada da maratona.
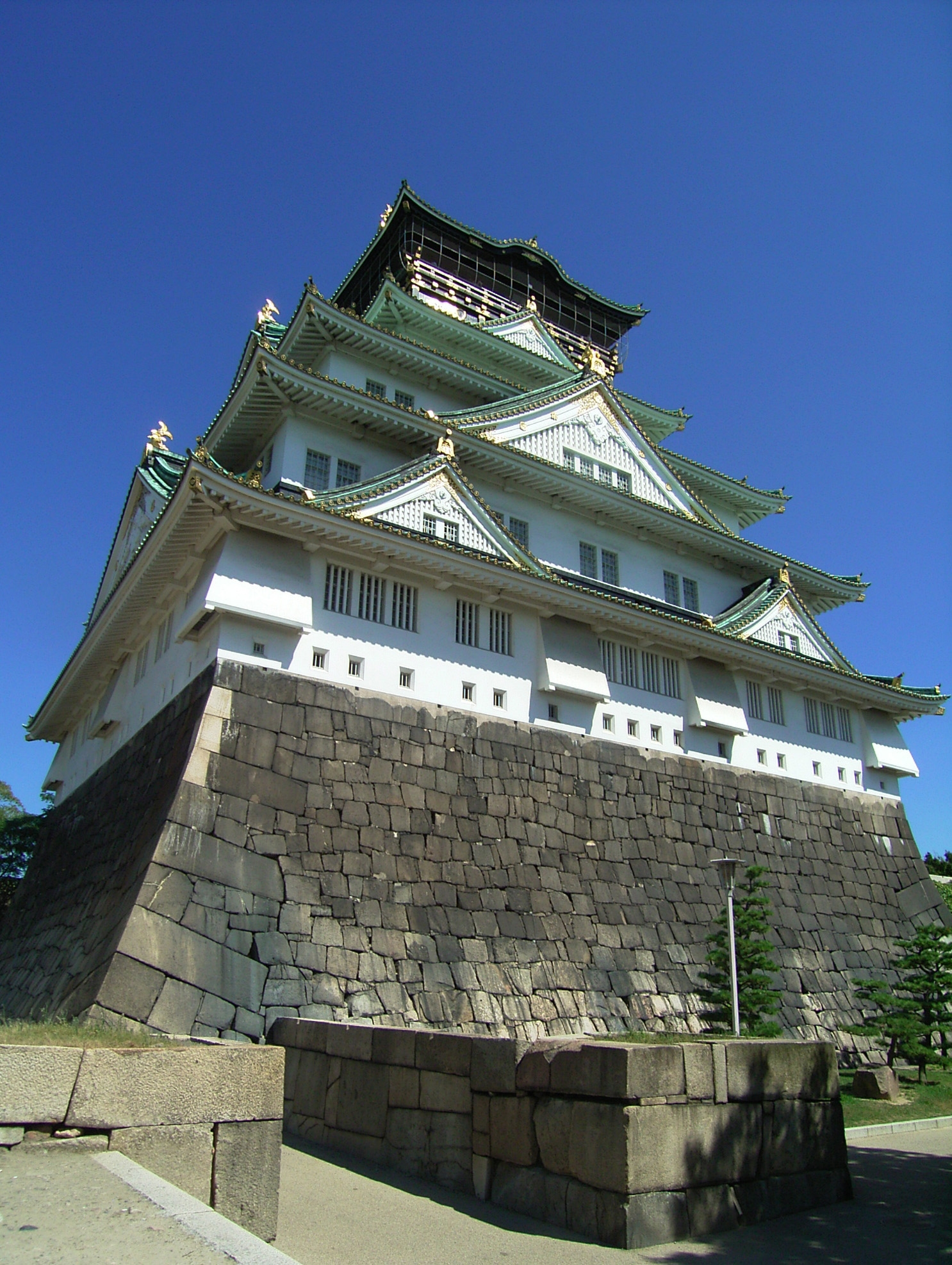
Castelo de Osaka, um dos pontos icônicos no percurso.
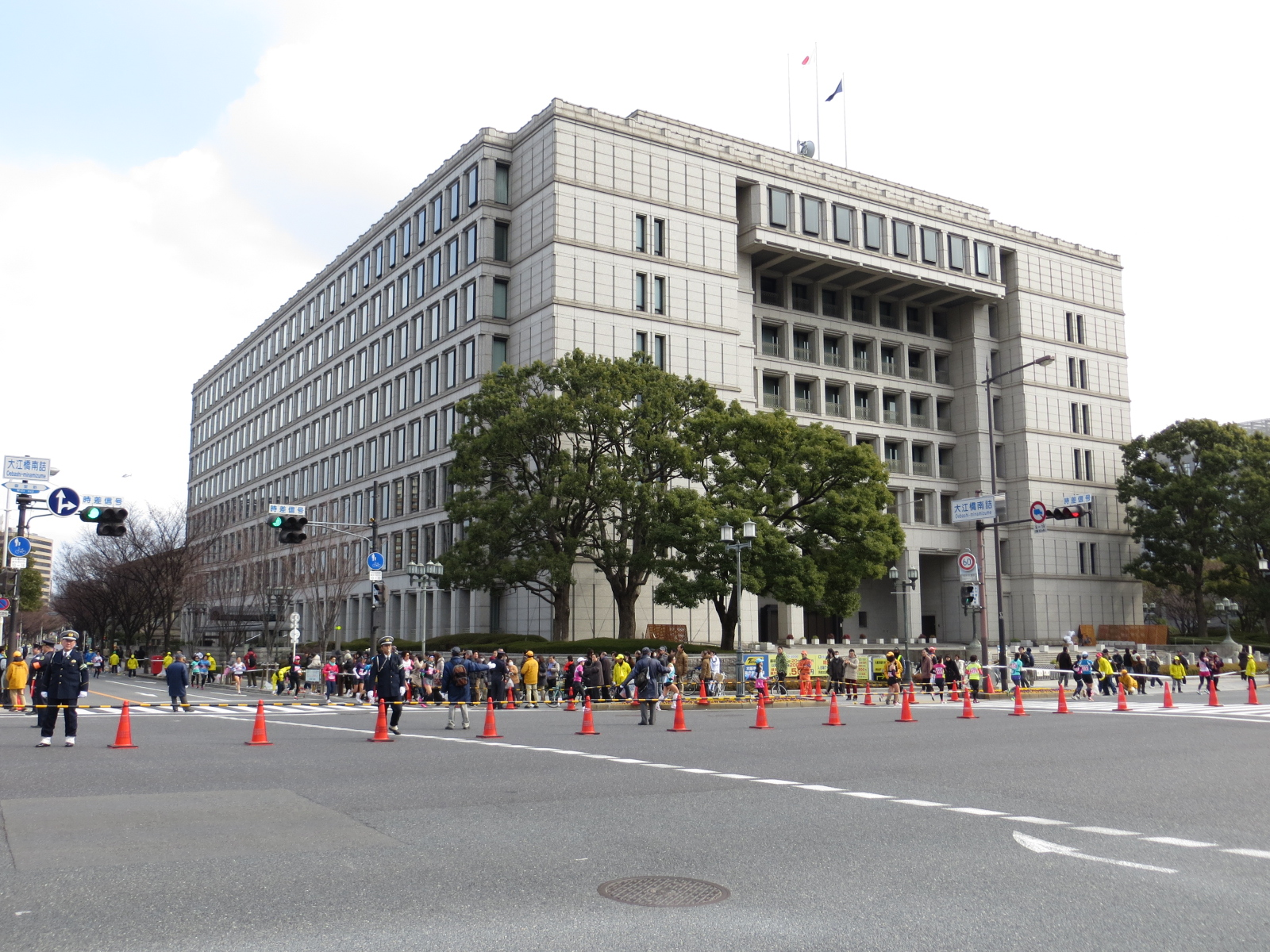
Corredoras passam em frente ao prédio da Prefeitura de Osaka.